# Bowie, Texas
Bowie là một thành phố thuộc quận Montague, tiểu bang Texas, Hoa Kỳ. Năm 2010, dân số của xã này là 5218 người.

## Dân số
- Dân số năm 2000: 5219 người.
- Dân số năm 2010: 5218 người.